# Liste der Bodendenkmale in Artlenburg
In der Liste der Bodendenkmale in Artlenburg sind alle Bodendenkmale der niedersächsischen Gemeinde Artlenburg aufgelistet. Die Quelle ist der Denkmalatlas Niedersachsen. Der Stand der Liste ist der 15. August 2024.

## Allgemein
In den Spalten finden sich folgende Informationen des Bodendenkmales :
- Lage        : geographische Koordinaten
- Bezeichnung : Bezeichnung lt. Denkmalatlas
- Beschreibung: Beschreibung lt. Denkmalatlas
- ID          : Objekt-ID
- Bild        : Bild, ggf. zusätzlich mit Link zu weiteren Fotos im Medienarchiv Wikimedia Commons.

## Artlenburg
| Lage                         | Bezeichnung            | Beschreibung | ID       | Bild |
| ---------------------------- | ---------------------- | --- | -------- | ---- |
| 53° 22′ 26″ N, 10° 29′ 15″ O | Artlenburg 1, Burg     | Die Burg stellt sich als eine flache Geländeerhebung mit deutlicher Böschung im Südwesten dar. Dort verläuft ein wasserführender Graben. Auf der höchsten Stelle steht eine Kirche, die auf Vorgängerbauten zurückgeht. Es wird vermutet, dass es sich bei der Anlage möglicherweise um die sogenannte „Ertheneburg“ handelt. | 28933732 |      |
| 53° 22′ 16″ N, 10° 30′ 21″ O | Artlenburg 3, Deich    | Östlich von Artlenburg, im heutigen Deichvorland ca. 250 m östlich der Einmündung des Elbe-Seitenkanals in die Elbe liegt der sogenannte Quer-Damm. Laut eines alten Messtischblatts und einer Karte aus dem Jahre 1744 begann der Damm im Süden am alten Elbdeich, verlief auf ca. 230 m L. in Richtung Norden, knickte dann nach Westen um und verlief noch ca. 100 m in Richtung Westen. | 28931539 | BW   |
| 53° 22′ 1″ N, 10° 31′ 19″ O  | Artlenburg 4, Deich    | | 28931541 | BW   |
| 53° 22′ 1″ N, 10° 30′ 43″ O  | Artlenburg 5, Deich    | | 28931543 | BW   |
| 53° 21′ 20″ N, 10° 30′ 51″ O | Artlenburg 6, Deich    | Unmittelbar westlich der von Nordost nach Südwest verlaufenden Gemeindegrenze zwischen Artlenburg und Hohnstorf, östlich des Elbe-Seitenkanals verläuft der sogenannte Strippenhagener Damm. Laut eines alten Messtischblatts und der Kurhannoverschen Landesaufnahme begann der Deich im Norden ca. 1,3 km südlich des Elbdeiches, an einem Knick der Gemeindegrenze zwischen Artlenburg und Hohnstorf, verlief dann auf ca. 1,5 km L. an der West-Seite der Gemeindegrenze in Richtung Südwesten. Im Süden, unmittelbar an der Grenze zur Weckenstedt traf der Strippenhagener Damm auf einen in Richtung West-Ost verlaufenden Deich (Hohnstorf, FStNr. 4) bzw. auf die „Landwehr“. | 28931545 | BW   |
| 53° 20′ 52″ N, 10° 29′ 22″ O | Artlenburg 8, Landwehr | | 28931943 | BW   |